# Spreidingsdiagram

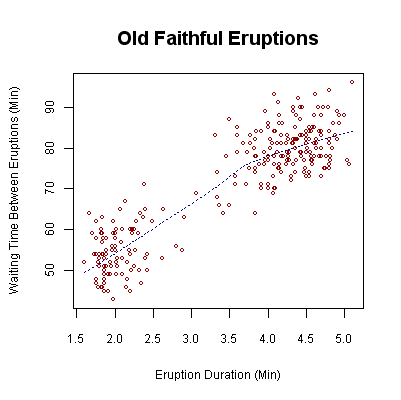
Wachttijden tussen uitbarstingen en de duur van de uitbarstingen van de geiser de Old Faithful

Een spreidingsdiagram, strooiingsdiagram, correlatiediagram, puntdiagram of scatterplot is de grafische weergave in de vorm van een puntenwolk van de samenhang tussen twee variabelen in een meerdimensionale steekproef. 
Dit diagram is behulpzaam in data-analyse omdat het direct een eerste indruk geeft van eigenschappen van de data. Vervolgens zou een meer formele statistische toets gebruikt kunnen worden om gerezen vermoedens te bevestigen dan wel te ontkrachten.

## Voorbeeld 1
Uit de bevolking is een steekproef van 100 proefpersonen getrokken en van elke proefpersoon is de lengte L en het gewicht G gemeten. De grafiek van de 100 punten (Li,Gi) geeft een puntenwolk, waarin het verband tussen lengte en gewicht is te zien.

## Voorbeeld 2
De Amerikaanse geiser de Old Faithful barst elke circa 50 tot 80 minuten uit en blaast dan gedurende enkele minuten kokend water uit. De puntenwolk rechts laat duidelijk zien dat:
- er een verband is tussen de wachtduur en de uitbarstingsduur: hoe langer een uitbarsting op zich laat wachten, hoe langer deze zal duren;
- er twee aparte puntenwolken te zien zijn: eentje rond circa 2 minuten uitbarsting na 50 minuten wachten en eentje rond 4,5 minuten uitbarsting na 80 minuten wachten.